# 紐米
紐米（西班牙語：Ñumí），是巴拉圭的城鎮，位於該國東南部，由瓜伊拉省負責管轄，距離亞松森198公里，始建於1955年，面積324平方公里，2008年人口3,637，人口密度每平方公里11人。